# のぞきめ
『のぞきめ』は、三津田信三による日本のホラー小説・推理小説。単行本は、2012年11月30日に角川書店より書き下ろしで刊行された。文庫版は、2015年3月25日に角川ホラー文庫より刊行された。装丁は単行本・文庫版ともに鈴木久美が手がけている。装画は単行本・文庫版ともに遠田志帆が手がけている。文庫版は発売から7日ほどで重版が決定した。
2015年3月、発売された文庫版の帯により映画化決定が告知された。2016年、実写映画化。
東雅夫は「この物語は、語り手があたかも三津田信三本人であるかのように書かれ、その後に示される話が、実際にあったものなのか判然としない、というように、虚実が混淆する趣向が味わえ、また怪談とミステリの融合も堪能することができる好著である」と評価している。

## あらすじ

### 序章
「覗き屋敷の怪」が、利倉成留が体験した怪異の記録であり、「終い屋敷の凶」が、四十澤想一が体験した怪異の記録であることが示される。

### 覗き屋敷の怪
成留は、O大学4回生の夏休みに、S山地のM地方にある貸別荘〈Kリゾート〉で、阿井里彩子、岩登和世、城戸勇太郎とともにアルバイトをしていた。成留たちはアルバイトの初日に、三野辺から「名知らずの滝に巡礼者が来ているのを見かけても、自分たちで対応しないように」との説明を受ける。しかし、渡された地図に名知らずの滝が載っていないことに、成留は首をかしげる。
8月のある日、和世が巡礼の母娘に呼ばれてついていくと、大きな岩がある場所に出たという。数日後、成留たちはその大岩まで行ってみることにする。大岩のある場所にたどり着き、岩に登った和世は、遠方に村があることに気づく。そして和世はまるで何かに憑かれたように、その村へと歩を進める。成留たちもついていき、そこが廃村だとわかる。その村のはずれに、崖の中途に建つ大きな屋敷を見つける。表札には「鞘落」とあった。屋敷の背後には墓所があり、その近くにお堂と祠があった。墓所の下のほうには、もうひとつの小さな墓所のようなものがあった。その小さな墓所内の石碑付近で、和世が何かに憑かれたような動きを見せる。
成留は、こんなところにいつまでもいるべきではないと感じたが、和世は屋敷の中から何者かが彼女らを見ている、と言い出す。逃げることにした成留だったが、大勢の何かが自分たちを目で追っている気配を感じていた。翌日、和世と勇太郎がアルバイトを辞めることになる。その後、勇太郎がY町の駅の階段で転落死する。そのようなこともあり、成留と彩子もアルバイトを辞めることにする。アルバイトを辞めた後も、何かに覗かれる恐怖を成留は感じる。成留と彩子は奈良の杏羅町の拝み屋を尋ね、お祓いを受ける。続いて、拝み屋が和世の家へ行き、お祓いを行うが、翌日、例の大岩の近くで和世が転落死しているのが発見される。

### 終い屋敷の凶
ある日、想一は惣一から、鞘落（さやおとし）家は終い屋敷と呼ばれ、また鞘落家には六部殺しの伝説がある、ときかされる。さらに、鞘落家は以前、巡礼の母娘を生き埋めにしたといい、いつしか鞘落家には、母娘がのぞきめという化物になって出るとささやかれ出し、鞘落家にまつわる怪異のために過去に何人も死者が出ている、ともきかされる。その後、惣一の死を知った想一は、侶磊（ともらい）村の鞘落家を目指す。村に着いた想一は、鞘落家の野辺送りを目撃し、その後、雑林や鞘落家の人々と会う。
想一は、雑林から「鞘落家で何を見ても、知らないふりをすることだ」と言われる。想一は、その家の大広間でひとりになったとき、柱の陰から彼を覗く女の子を目撃する。また、嘉栄門の長男が怪異を鎮めるために建てたという巡鈴堂（じゅんれいどう）で女の子の声を耳にする。その後、義一が不自然な状況で亡くなる。そして想一は鞘落家で、のぞきめを目撃する。そのすぐ後、訓子が頭から血を流してこと切れているのを発見する。さらに勘一、季子、昭一の3人も死体となって発見される。

### 終章
語り手の怪異体験は最小限で済んだ。それは、のぞきめという怪異を正しく推理したからではないか、と語り手は考えている。

## 登場人物
語り手
作家。『忌館 ホラー作家の棲む家』などの作家三部作や『厭魅の如き憑くもの』などの刀城言耶シリーズを発表。
利倉 成留（とくら しげる）
O大学付属T小学校教師。
四十澤 想一（あいざわ そういち）
民俗研究者。怪談好き。怪談小説を愛読。
南雲 桂喜（なぐも けいき）
ライター。四十澤の家に入り込み、四十澤がのぞきめに関して記録した大学ノートを見つけ、それを勝手に持ち出し、語り手に送りつける。
祖父江 耕介（そふえ こうすけ）
ライター。語り手の親友。
三野辺（みのべ）
Kリゾートの管理人。60代前半。男性。実家は侶磊村の隣にある総名井村で旅館を経営。
阿井里 彩子（あいざと さいこ）
K大学4回生。利倉成留より2歳年上。
岩登 和世（いわのぼり かずよ）
N大学3回生。
城戸 勇太郎（しろと ゆうたろう）
S大学2回生。
雑林（ぞうりん）
侶磊村の真磊（まらい）という集落の心願寺（しんがんじ）の住職。
隺蔵（かくぞう）
砥館（とだて）家当主。
鞘落 惣一（さやおとし そういち）
想一の学友。出身は梳裂（すくざ）山地付近の侶磊村の南磊。東京文理科大学で想一と出会い、親しくなる。怪談好き。怪談小説を愛読。民俗調査のさなか、蒼龍郷（そうりゅうごう）の爬跛（はは）村で崖から転落死する。
嘉栄門（かえもん）
女性の巡礼者が鞘落家を訪れたときの鞘落家当主。
勘一（かんいち）
惣一の異母兄。
季子（ときこ）
勘一の妻。
小能枝（このえ）
惣一の祖母。
義一（ぎいち）
惣一の父。
訓子（のりこ）
惣一の義母。
昭一（しょういち）
勘一と季子の子。惣一の甥。
揆一（きいち）
義一の父。惣一の祖父。

## 書誌情報
- 単行本：2012年11月30日発行、角川書店、ISBN 978-4-04-110346-3
- 文庫版：2015年3月25日発行、角川ホラー文庫、ISBN 978-4-04-102722-6、解説：東雅夫

## 映画
2016年4月2日公開。監督は三木康一郎、主演は板野友美。興行収入は1億円。

### キャスト
- 三嶋 彩乃 - 板野友美[7]
- 津田 信二 - 白石隼也[6]
- 岩登 和世 - 入来茉里[6]
- 岩登 佳世子 - 東ちづる[6]
- 城戸 勇太郎 - 小澤亮太
- スズ - 石井心愛
- 中岡 仁 - 池田鉄洋
- 高田 恵一 - つぶやきシロー
- 竹村 篤史 - 石井正則
- 宮澤 奈美 - 武田玲奈
- 四十澤 想一 - 吉田鋼太郎[6]、玉城裕規（過去）
- 水澤紳吾、かでなれおん、松岡恵望子、貞平麻衣子 ほか

### スタッフ
- 原作：三津田信三「のぞきめ」（角川ホラー文庫）
- 監督：三木康一郎
- 脚本：鈴木謙一
- 音楽：小山絵里奈
- 主題歌：板野友美「HIDE & SEEK」（キングレコード）
- 製作総指揮：堀内大示、堀義貴
- 企画：菊地剛、津嶋敬介、西尾聖
- プロデュース：片山宣、井上竜太
- プロデューサー：岡田和則、梶野祐司
- 撮影：榎本正使
- 照明：尾畑弘昌
- 録音：鶴巻仁
- 音響効果：柴崎憲治
- 美術：山下修侍
- 装飾：篠田公史
- 特殊メイク：梅沢壮一
- 編集：加藤ひとみ
- VFXスーパーバイザー：西尾和弘（金魚事務所）
- スタントコーディネーター：柿添清
- 配給：KADOKAWA、プレシディオ
- 制作協力：イメージフィールド
- 制作プロダクション：ホリプロ
- 製作：映画「のぞきめ」製作委員会（KADOKAWA、ホリプロ、関西テレビ放送、京楽産業ホールディングス、エイベックス・ピクチャーズ、ポニーキャニオン、Easy Japan、プレシディオ、ソニーPCL）